# Eublemma delicata
Eublemma delicata är en fjärilsart som beskrevs av Felder 1874. Eublemma delicata ingår i släktet Eublemma och familjen nattflyn. Inga underarter finns listade i Catalogue of Life.